# 楊文陽
楊文陽（1900年—1946年2月20日），也譯作楊文洋、楊文楊，綽號陽老三（Ba Dương），1945年－1946年越南反法抗戰期間平川部隊的首領。

## 生平
楊文陽1900年出生於檳椥，少時就來到西貢做生意。有來源稱他出生於越南中部五廣地區（即廣平、廣治、廣德、廣南和廣義）的一個流民家庭裏，但也有來源稱他出生於檳椥明島的一個貧窮家庭中。